# Chuck Daigh
Chuck Daigh (Long Beach (Californië), 29 november 1923 - Zuid-Californië, 29 april 2008) was een Formule 1-coureur uit de USA. In 1960 reed hij 6 Grands Prix voor de teams Scarab en Cooper.